# Río Carrenleufú/Palena
El río Carrenleufú, Palena o Corcovado es un curso de agua binacional que nace en el Argentina y luego torna hacia el oeste, cruza hacia Chile y desagua en el océano Pacífico. En su trayecto recorre la Provincia de Chubut, la Región de Los Lagos y la Región de Aysén.

## Trayecto
Nace en la Argentina, en el extremo oriental del lago Lago General Vintter o lago Palena, recorre 24 km hacia el NE del territorio de la provincia argentina de Chubut, pasando junto a las localidades de Corcovado y Carrenleufú, para luego girar al norte por 10 km al hacia el NO, dirección que conserva por cerca de 75 km en cuyo curso recibe las aguas del río Hielo, del Frío y el Greda. Desde allí gira hacia SO y en esa dirección ingresa a territorio chileno tras 95 km, cerca de la localidad de Palena, a 230 m s. n. m.: 510 
Justo en la frontera desemboca en su ribera sur el río Encuentro, uno de los pocos cursos de agua que sirven de límite entre la Argentina y Chile.
En Chile el río pasa a ser llamado Palena y recibe los aportes de río del Salto (también llamado Engaño o Tigre), río Tranquilo, río Frío (Palena) y otros afluentes. En La Junta se le une el río Rosselot, el cual drena una gran hoya hidrográfica que incluye el lago Rosselot, lago Verde, río Figueroa y río Pico (Figueroa), también proveniente de Argentina. Finalmente el río Palena, tras bordear las localidades de El Tigre, El Maitén y La Tolva desemboca en el golfo de Corcovado, en la localidad de Puerto Raúl Marín Balmaceda, no sin antes haber recibido las aguas del Melimoyu.
Su desembocadura está formada por dos brazos, entre los cuales se encuentra la isla Los Leones; el brazo norte es conocido como estero o fiordo Piti Palena ("Palena chico" en mapudungun) y el brazo sur, como Vuta Palena ("Palena grande").
La superficie total de su cuenca es de 12.867 km². A Chile le corresponde el 56,5 por ciento de su superficie, esto es, unos 7.281 km²; por lo tanto la cuenca ocupa en Argentina una extensión de 5.586 km². Su recorrido total hasta su desembocadura en el océano Pacífico es de 240 km.

## Caudal y régimen
En su nacimiento, el río tiene un régimen estable, debido a que nace en un lago que regula su caudal; pero a medida que recibe afluentes, aguas abajo, su régimen de caudal se transforma en un régimen pluvial: su escurrimiento es muy sensible a las lluvias y chubascos, y sus variaciones de nivel llegan hasta los siete metros. Una vez en Chile, su caudal en inviernos lluviosos (prob. menor que 20%) puede ser mayor que el de primavera, que normalmente (50%), son los mayores del año. (Ver diagrama).
| |  |
| Curva de variación estacional (según probabilidad de excedencia) del río Palena en la frontera, tras su entrada a Chile. |  |

El caudal del río (en un lugar fijo) varía en el tiempo, por lo que existen varias formas de representarlo. Una de ellas son las curvas de variación estacional que, tras largos periodos de mediciones, predicen estadísticamente el caudal mínimo que lleva el río con una probabilidad dada, llamada probabilidad de excedencia. La curva de color rojo ocre (con {\displaystyle {\color {Red}\vartriangle }}) muestra los caudales mensuales con probabilidad de excedencia de un 50%. Esto quiere decir que ese mes se han medido igual cantidad de caudales mayores que caudales menores a esa cantidad. Eso es la mediana (estadística), que se denota Qe, de la serie de caudales de ese mes. La media (estadística) es el promedio matemático de los caudales de ese mes y se denota {\displaystyle {\overline {Q}}}. 
Una vez calculados para cada mes, ambos valores son calculados para todo el año y pueden ser leídos en la columna vertical al lado derecho del diagrama. El significado de la probabilidad de excedencia del 5% es que, estadísticamente, el caudal es mayor solo una vez cada 20 años, el de 10% una vez cada 10 años, el de 20% una vez cada 5 años, el de 85% quince veces cada 16 años y la de 95% diecisiete veces cada 18 años. Dicho de otra forma, el 5% es el caudal de años extremadamente lluviosos, el 95% es el caudal de años extremadamente secos. De la estación de las crecidas puede deducirse si el caudal depende de las lluvias (mayo-julio) o del derretimiento de las nieves (septiembre-enero).

## Historia
Niemeyer acota que los primeros exploradores chilenos de esta zona, Serrano Montaner y el alemán Hans Steffen, consideraron que el río Palena se iniciaba en la confluencia del río Frío con el río principal, que ellos llamaron Carrenleufú (río verde en araucano) de acuerdo con la información recogida por Serrano de unos aborígenes que encontró en su viaje de 1894.: 512 
Según Hans Niemeyer, el nombre río Corcovado proviene del Coronel Luis Jorge Fontana, uno de los primeros exploradores desde el lado argentino, quien creyó que el río que irrumpía en la cordillera era el mismo río Corcovado (Golfo Corcovado) reconocido en la costa chilena (ubicado entre el río Yelcho y el río Tictoc). Los colones galeses del valle 16 de octubre lo siguieron llamando así.: 511 
Ramón Serrano Montaner describe el río extensamente en su "Derrotero" de 1891, llamándolo río Piti-Palena y también río Palena o río Carrileufe [sic]. La primera parte de su descripción es dedicada a los navegantes que deben reconocer la desembocadura para ubicar el lugar en que están navegando y luego el paso por la barra aguas arriba hasta los primeros rápidos del río. Finalmente menciona los orígenes del río.: 405 
Francisco Solano Asta-Buruaga y Cienfuegos escribió en 1899 en su Diccionario Geográfico de la República de Chile sobre el río:
Palena (Río de).-—Notable y gruesa corriente de agua en el continente al E. del extremo boreal de las islas Guaitecas. Tiene sus fuentes en el centro de la cordillera de los Andes por los 43º 34' Lat. y 71º Lon. ; baja hacia el O. por un ancho y hermoso valle entre altas sierras selvosas con poco desnivel, lo que lo hace navegable, y desemboca en el golfo del Corcovado por los 43° 47' Lat. y 73° Lon., al cabo de unos 170 kilómetros de curso, comprendidos sus recodos y vueltas. Cerca de su término despide por su margen norte un corto brazo que se une con el Palena Chico, y rodean la isla llamada de los Leones. En contraposición á éste se le denomina también Vuta Palena ó Palena Grande. Ha sido explorado en 1873 por una expedición chilena y especialmente en 1885 por el marino Don Ramón Serrano, quien le encuentra condiciones favorables para la industria. Fue asimismo reconocido en 1794 por el alférez de fragata Don José de Moraleda, que exploró por orden del virrey del Perú esos parajes y parte del archipiélago de Chonos. Palena es nombre tal vez transmitido por el de un pueblo antiguo de la república de Colombia.
Luis Risopatrón lo describe en su Diccionario Jeográfico de Chile de 1924:: 620 
Palena (Rio) 43° 50' 72° 21'. Tiene sus fuentes en el lago Jeneral Paz i alrededores i es cortado por la línea de límites con la Arjentina; en 1903 se erijió una pirámide divisoria en la falda pendiente de un gran morro, que se levanta en la márjen N del rio, frente a la desembocadura del rio de El Encuentro. Corre hácia el SW con 20 m de ancho i 16° C de temperatura del agua, después de la desembocadura del rio de El Salto i con 8° C de temperatura aguas abajo de la afluencia del rio Frió i conserva un cauce de 50 a 100 m de ancho, hasta la boca del rio Claro; continúa con 300, 500 i hasta 900 m de ancho i se angosta a 400 m en la boca, donde ofrece barras, en la parte SE del golfo del Corcovado. Presenta un total de 300 kilómetros de curso, entre altas sierras selvosas, tiene poco desnivel en la parte inferior, donde puede navegarse unos 28 km, en embarcaciones de menos de 3 m de calado; comprende una hoya hidrográfica total de 11980.km² i puede calcularse su caudal medio en unos 150 m³ de agua por segundo. 1, XII, p. 647 (Moraleda, 1790); XIII, p. 117 i 153; XIV, carta del Padre García (1766); i XXI, p. 81; 120, p. 151; 134; 155, p. 506; i 156; Buta-Palena en 1, XI, p. 103; i XXXI, carta 159; 60 p. 404; 61, LXXXVII, p. 769, 813, 813 i 830 i mapa de Steffen; Vuta Palena en 155, p. 891; i S. Domingo en 15, carta de Guillaume de L'Isle (1716)?

## Población, economía y ecología
Es navegable por pequeñas embarcaciones en sus últimos 40 km.: 519  El paisaje que presenta la cuenca del Palena es de gran biodiversidad y belleza natural, atrayendo un número creciente de turistas, que aprovechan el mejoramiento de la infraestructura vial de la zona, tanto del lado argentino, como del chileno.
Desde el año 2010, todos los meses de febrero, se realiza una travesía recreativa llamada Ruta del Palena, correspondiente a dos días de bajada en kayak, balsa o cata-raft, recorriendo desde la localidad chilena de Palena hasta la desembocadura del río en Raúl Marín Balmaceda.